# Ben Payal
Ben Payal (Luxemburg, 8 september 1988)) is een Luxemburgs voetballer die onder contract staat bij CS Fola Esch. Hij speelde eerder voor Jeunesse Esch en F91 Dudelange. Payal kwam in 2006 voor het eerst uit in het Luxemburgs voetbalelftal. Hij maakte zijn debuut in de vriendschappelijke interland tegen Letland op 6 september 2006 in Hesperange.

## Erelijst
F91 Dudelange
- Landskampioen

2008